# Bussu (Somme)
Bussu település Franciaországban, Somme megyében. Lakosainak száma 217 fő (2022. január 1.). Bussu Aizecourt-le-Haut, Allaines, Buire-Courcelles, Doingt, Driencourt és Péronne községekkel határos.

## Népesség
A település népességének változása:
| Lakosok száma | 217  | 214  | 216  | 213  | 213  | 213  | 214  | 214  | 217  |
|               | 2013 | 2015 | 2016 | 2017 | 2018 | 2019 | 2020 | 2021 | 2022 |